# 486年
| 千纪： | 1千纪                                                                                           |
| 世纪： | 4世纪 \| 5世纪 \| 6世纪                                                                         |
| 年代： | 450年代 \| 460年代 \| 470年代 \| 480年代 \| 490年代 \| 500年代 \| 510年代                       |
| 年份： | 481年 \| 482年 \| 483年 \| 484年 \| 485年 \| 486年 \| 487年 \| 488年 \| 489年 \| 490年 \| 491年 |
| 纪年： | 丙寅年（虎年）；北魏太和十年；柔然太平二年；南朝齐永明四年；唐寓之兴平元年                      |

## 大事记
- 反抗南朝齊的檢籍政策的唐寓之起義被平定。
- 北魏孝文帝廢除宗主督護制，開始實行三長制，五家立一鄰長，五鄰立一里長，五里立一黨長。
- 克洛維一世在其他法蘭克部落的幫助下，率軍攻占在羅亞爾河和索姆河之間的羅馬領土。

## 逝世
- 唐寓之，因為受害於南朝齊的檢籍政策，發動了白賊起義。